# Abagrotis dodi
Abagrotis dodi är en fjärilsart som beskrevs av Mcdunnough 1927. Abagrotis dodi ingår i släktet Abagrotis och familjen nattflyn. Inga underarter finns listade i Catalogue of Life.